# Kamienica przy ulicy Studenckiej 19 w Krakowie
Kamienica przy ulicy Studenckiej 19 – kamienica znajdująca się w Krakowie, w dzielnicy I przy ulicy Studenckiej, na Piasku.
Kamienica została wzniesiona w 1885 roku według projektu architekta Sławomira Odrzywolskiego.
6 marca 1986 budynek został wpisany do rejestru zabytków. Znajduje się także w gminnej ewidencji zabytków.